# Château d'Agel
Pour les articles homonymes, voir Agel.
Le château d'Agel est une ancienne forteresse du début du XIIe siècle transformée aux XVIe et XVIIe siècles. Cet édifice inscrit au titre des monuments historiques est situé dans le village d'Agel, département de l'Hérault.

## Protection
L'ensemble comprenant les façades et toitures du château, la cheminée de l'ancienne cuisine au rez-de-chaussée, l'escalier à vis de chacune des deux tours, le mur d'enceinte avec les trois tours d'angle rondes et les vestiges des deux tours carrées, le tout cadastré AB 122 et 123, fait l’objet d’une inscription au titre des monuments historiques depuis le 16 mai 1979.